# Rumänische Meisterschaften im Naturbahnrodeln 2011
Die Rumänischen Meisterschaften im Naturbahnrodeln 2011 fanden vom 14. bis 18. Februar in Cârlibaba statt. Im Unterschied zu den im Vorjahr ausgetragenen ersten rumänischen Meisterschaften in dieser Sportart fanden diesmal auch Doppelsitzerwettbewerbe statt, der Mannschaftswettkampf wurde mit zwei Einsitzern und einem Doppelsitzer durchgeführt und es gab getrennte Einsitzerrennen für Senioren und Junioren.

## Ergebnisse Senioren

### Einsitzer Herren
| Rang | Name                   | Klub             | Jahrgang | Zeit 1. | Zeit 2. | Gesamt      |
| ---- | ---------------------- | ---------------- | -------- | ------- | ------- | ----------- |
| 01   | Adrian Filimon         | CSS Vatra Dornei | 1986     | 28,24 s | 27,43 s | 55,67 s     |
| 02   | Bogdan Moroșan         | CSI Vatra Dornei | 1991     | 29,16 s | 27,73 s | 56,89 s     |
| 03   | Alexandru Vîlcan       | CSS Toplița      | 1992     | 28,96 s | 28,86 s | 57,82 s     |
| 04   | Marius Bălan           | CSI Vatra Dornei | 1991     | 30,79 s | 30,72 s | 1:01,51 min |
| 05   | Cosmin Bunghez         | CSS Sinaia       | 1992     | 31,63 s | 31,36 s | 1:02,99 min |
| 06   | Cosmin Codin           | CSO Sinaia       | 1994     | 35,04 s | 28,25 s | 1:03,29 min |
| 07   | Dragoș Dobrean         | CSS Toplița      | 1993     | 34,05 s | 31,60 s | 1:05,65 min |
| 08   | Bogdan Vasile          | CSS Sinaia       | 1992     | 33,01 s | 34,26 s | 1:07,27 min |
| 09   | Adrian Dică            | CSȘ Petroșani    | 1993     | 34,06 s | 34,28 s | 1:08,34 min |
| 10   | Silviu Ispir           | CSS Sinaia       | ?        | 35,53 s | 34,29 s | 1:09,82 min |
| 11   | Gabriel Barbu          | CSU Pitești      | 1991     | 37,09 s | 33,18 s | 1:10,27 min |
| 12   | Alexandru Mitrăchioaia | CSȘ Petroșani    | ?        | 55,49 s | 40,86 s | 1:36,35 min |

### Einsitzer Damen
| Rang | Name                | Klub             | Jahrgang | Zeit 1. | Zeit 2. | Gesamt      |
| ---- | ------------------- | ---------------- | -------- | ------- | ------- | ----------- |
| 1    | Maria Manuela Danci | CSO Sinaia       | 1989     | 29,83 s | 29,77 s | 59,60 s     |
| 2    | Adina Vodă          | CSS Toplița      | 1994     | 44,82 s | 35,63 s | 1:20,45 min |
| 3    | Ștefania Coubis     | CSI Vatra Dornei | ?        | 39,56 s | 41,16 s | 1:20,72 min |

### Doppelsitzer
| Rang | Namen                              | Mannschaft       | Jahrgang  | Zeit 1. | Zeit 2. | Gesamt      |
| ---- | ---------------------------------- | ---------------- | --------- | ------- | ------- | ----------- |
| 1    | Bogdan Moroșan Marius Bălan        | CSI Vatra Dornei | 1992 1991 | 22,55 s | 21,54 s | 44,09 s     |
| 2    | Adrian Filimon Ștefania Coubis     | CSI Vatra Dornei | 1986 ?    | 22,85 s | 21,88 s | 44,73 s     |
| 3    | Cosmin Codin Maria Manuela Danci   | CSO Sinaia       | 1994 1989 | 23,78 s | 23,21 s | 46,99 s     |
| 4    | Alexandru Vîlcan Dragoș Dobrean    | CSS Toplița      | 1992 1993 | 26,24 s | 25,31 s | 51,55 s     |
| 5    | Alexandru Mitrăchioaia Adrian Dică | CSȘ Petroșani    | ? 1993    | 31,71 s | 33,53 s | 1:05,24 min |

### Mannschaft
| Rang | Namen                              | Klub                        | Jahrgang  | Zeit    | Gesamt      |
| ---- | ---------------------------------- | --------------------------- | --------- | ------- | ----------- |
| 1    | Maria Manuela Danci                | CSO Sinaia                  | 1989      | 29,66 s | 1:21,29 min |
| 1    | Cosmin Codin                       | CSO Sinaia                  | 1994      | 28,45 s | 1:21,29 min |
| 1    | Cosmin Codin Maria Manuela Danci   | CSO Sinaia                  | 1994 1989 | 23,18 s | 1:21,29 min |
| 2    | Adina Vodă                         | CSS Toplița                 | 1994      | 33,55 s | 1:26,68 min |
| 2    | Alexandru Vîlcan                   | CSS Toplița                 | 1992      | 29,44 s | 1:26,68 min |
| 2    | Alexandru Vîlcan Dragoș Dobrean    | CSS Toplița                 | 1992 1993 | 23,69 s | 1:26,68 min |
| 3    | Irina Moroșan                      | CSI Vatra Dornei            | ?         | 39,89 s | 1:29,78 min |
| 3    | Bogdan Moroșan                     | CSI Vatra Dornei            | 1991      | 28,55 s | 1:29,78 min |
| 3    | Bogdan Moroșan Marius Bălan        | CSI Vatra Dornei            | 1991 1991 | 21,34 s | 1:29,78 min |
| 4    | Mihaela Chiraș                     | CSȘ Petroșani / CSU Pitești | 1986      | 34,78 s | 1:46,61 min |
| 4    | Gabriel Barbu                      | CSȘ Petroșani / CSU Pitești | 1991      | 35,53 s | 1:46,61 min |
| 4    | Alexandru Mitrăchioaia Adrian Dică | CSȘ Petroșani / CSU Pitești | ? 1993    | 36,30 s | 1:46,61 min |

## Ergebnisse Junioren

### Einsitzer Herren
| Rang | Name                   | Klub             | Jahrgang | Zeit 1. | Zeit 2. | Gesamt      |
| ---- | ---------------------- | ---------------- | -------- | ------- | ------- | ----------- |
| 01   | Bogdan Moroșan         | CSI Vatra Dornei | 1991     | 27,50s  | 27,87 s | 55,37 s     |
| 02   | Cosmin Codin           | CSO Sinaia       | 1994     | 28,14 s | 27,30 s | 55,44 s     |
| 03   | Alexandru Vîlcan       | CSS Toplița      | 1992     | 28,12 s | 28,07 s | 56,19 s     |
| 04   | Marius Bălan           | CSI Vatra Dornei | 1991     | 30,39 s | 29,90 s | 1:00,29 min |
| 05   | Dragoș Dobrean         | CSS Toplița      | 1993     | 31,30 s | 30,96 s | 1:02,26 min |
| 06   | Cosmin Bunghez         | CSS Sinaia       | 1992     | 33,15 s | 31,80 s | 1:04,95 min |
| 07   | Adrian Dică            | CSȘ Petroșani    | 1993     | 38,20 s | 34,99 s | 1:13,19 min |
| 08   | Silviu Ispir           | CSS Sinaia       | ?        | 38,73 s | 34,98 s | 1:13,71 min |
| 09   | Alexandru Mitrăchioaia | CSȘ Petroșani    | ?        | 37,77 s | 36,02 s | 1:13,79 min |
| 10   | Bogdan Vasile          | CSS Sinaia       | 1992     | 38,91 s | 35,18 s | 1:14,09 min |
| 11   | Gabriel Barbu          | CSU Pitești      | 1991     | 42,24 s | 37,59 s | 1:19,83 min |
| 12   | Robert Dascălu         | CS Muscel        | ?        | 39,86 s | 40,51 s | 1:20,37 min |

### Einsitzer Damen
| Rang | Name            | Klub             | Jahrgang | Zeit 1. | Zeit 2. | Gesamt      |
| ---- | --------------- | ---------------- | -------- | ------- | ------- | ----------- |
| 1    | Irina Moroșan   | CSI Vatra Dornei | 1993     | 40,52 s | 39,66 s | 1:20,18 min |
| 2    | Ștefania Coubis | CSI Vatra Dornei | ?        | 41,12 s | 41,61 s | 1:22,73 min |
| 3    | Adina Vodă      | CSS Toplița      | 1994     | 53,10 s | 36,02 s | 1:29,12 min |

### Doppelsitzer
| Rang | Namen                              | Mannschaft       | Jahrgang  | Zeit 1. | Zeit 2. | Gesamt      |
| ---- | ---------------------------------- | ---------------- | --------- | ------- | ------- | ----------- |
| 1    | Adrian Filimon Ștefania Coubis     | CSI Vatra Dornei | 1986 ?    | 22,85 s | 21,88 s | 44,73 s     |
| 2    | Alexandru Vîlcan Dragoș Dobrean    | CSS Toplița      | 1992 1993 | 26,24 s | 25,31 s | 51,55 s     |
| 3    | Alexandru Mitrăchioaia Adrian Dică | CSȘ Petroșani    | ? 1993    | 31,71 s | 33,53 s | 1:05,24 min |

### Mannschaft
| Rang | Namen                            | Klub             | Jahrgang  | Zeit    | Gesamt      |
| ---- | -------------------------------- | ---------------- | --------- | ------- | ----------- |
| 1    | Maria Manuela Danci              | CSO Sinaia       | 1989      | 29,66 s | 1:21,29 min |
| 1    | Cosmin Codin                     | CSO Sinaia       | 1994      | 28,45 s | 1:21,29 min |
| 1    | Cosmin Codin Maria Manuela Danci | CSO Sinaia       | 1994 1989 | 23,18 s | 1:21,29 min |
| 2    | Adina Vodă                       | CSS Toplița      | 1994      | 33,55 s | 1:26,68 min |
| 2    | Alexandru Vîlcan                 | CSS Toplița      | 1992      | 29,44 s | 1:26,68 min |
| 2    | Alexandru Vîlcan Dragoș Dobrean  | CSS Toplița      | 1992 1993 | 23,69 s | 1:26,68 min |
| 3    | Irina Moroșan                    | CSI Vatra Dornei | ?         | 39,89 s | 1:29,78 min |
| 3    | Bogdan Moroșan                   | CSI Vatra Dornei | 1991      | 28,55 s | 1:29,78 min |
| 3    | Bogdan Moroșan Marius Bălan      | CSI Vatra Dornei | 1991 1991 | 21,34 s | 1:29,78 min |